# Leoben Hauptbahnhof
Leoben Hauptbahnhof vasútállomás Ausztriában, Leoben városban.

## Vasútvonalak
Az állomást az alábbi vasútvonalak érintik:
- Erzbergbahn
- Kronprinz Rudolf-Bahn
- Bruck an der Mur–Leoben-vasútvonal

## Kapcsolódó állomások
A vasútállomáshoz az alábbi állomások vannak a legközelebb:
- Leoben Lerchenfeld railway station
- St. Michael railway station

## Képek

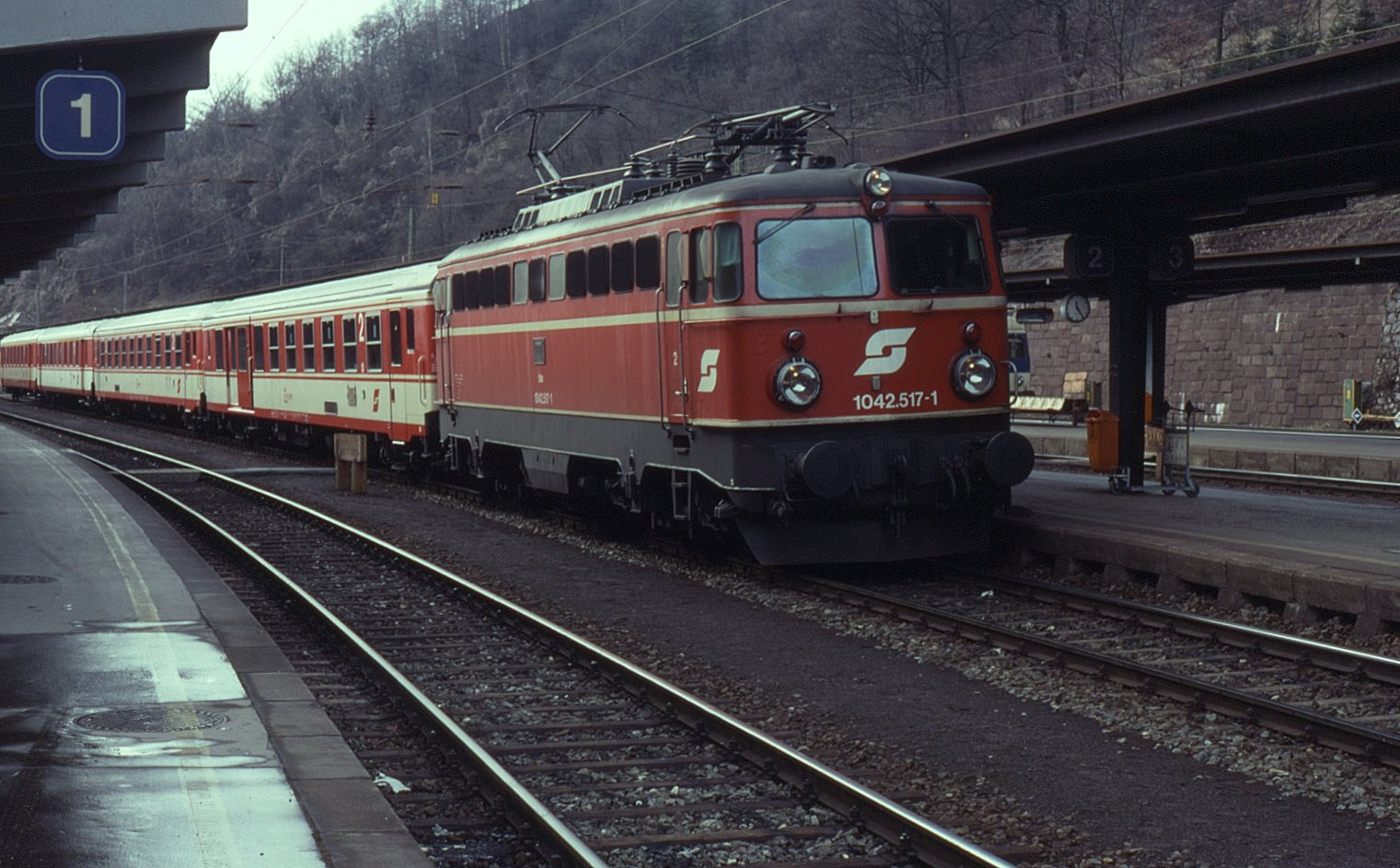
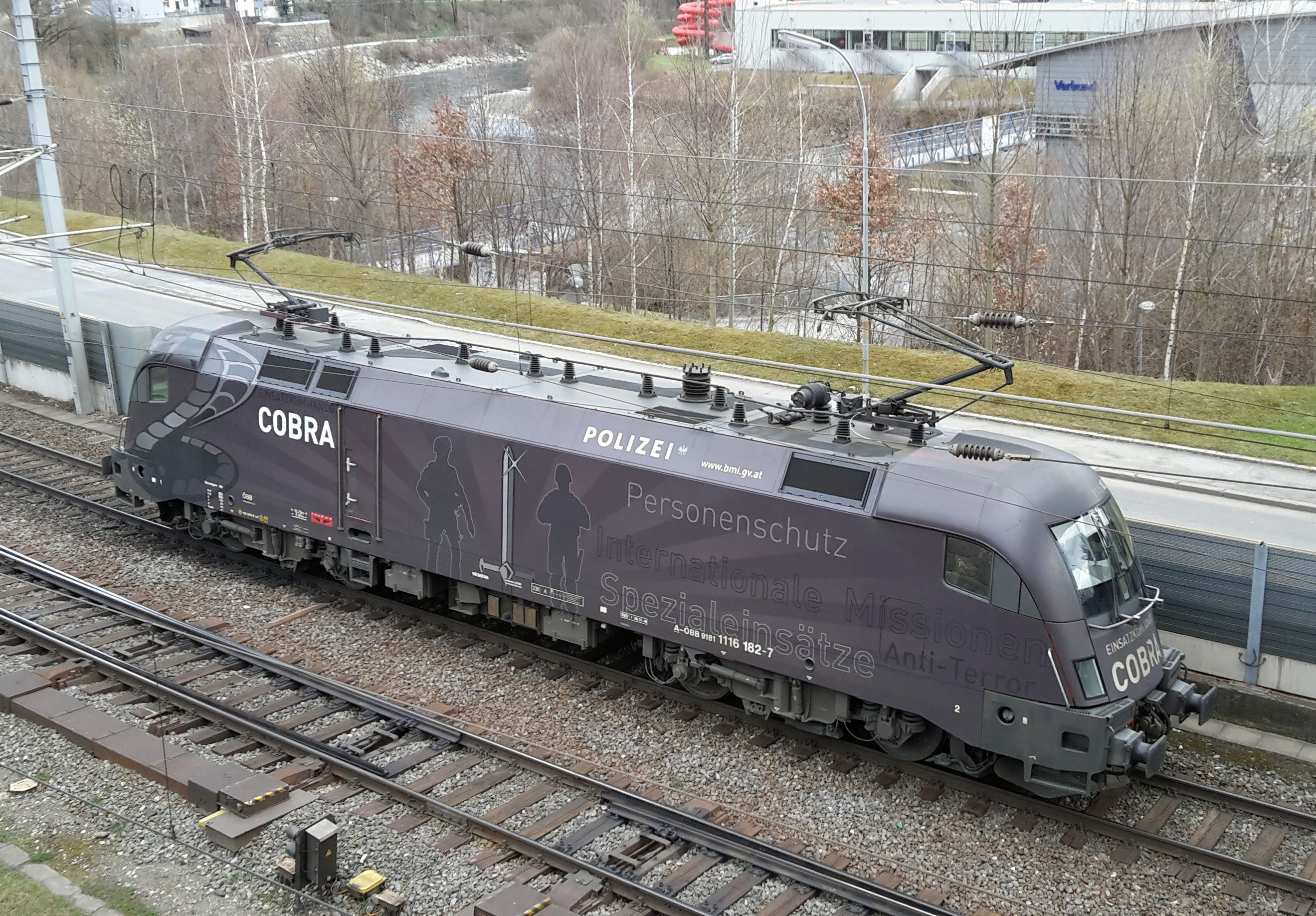
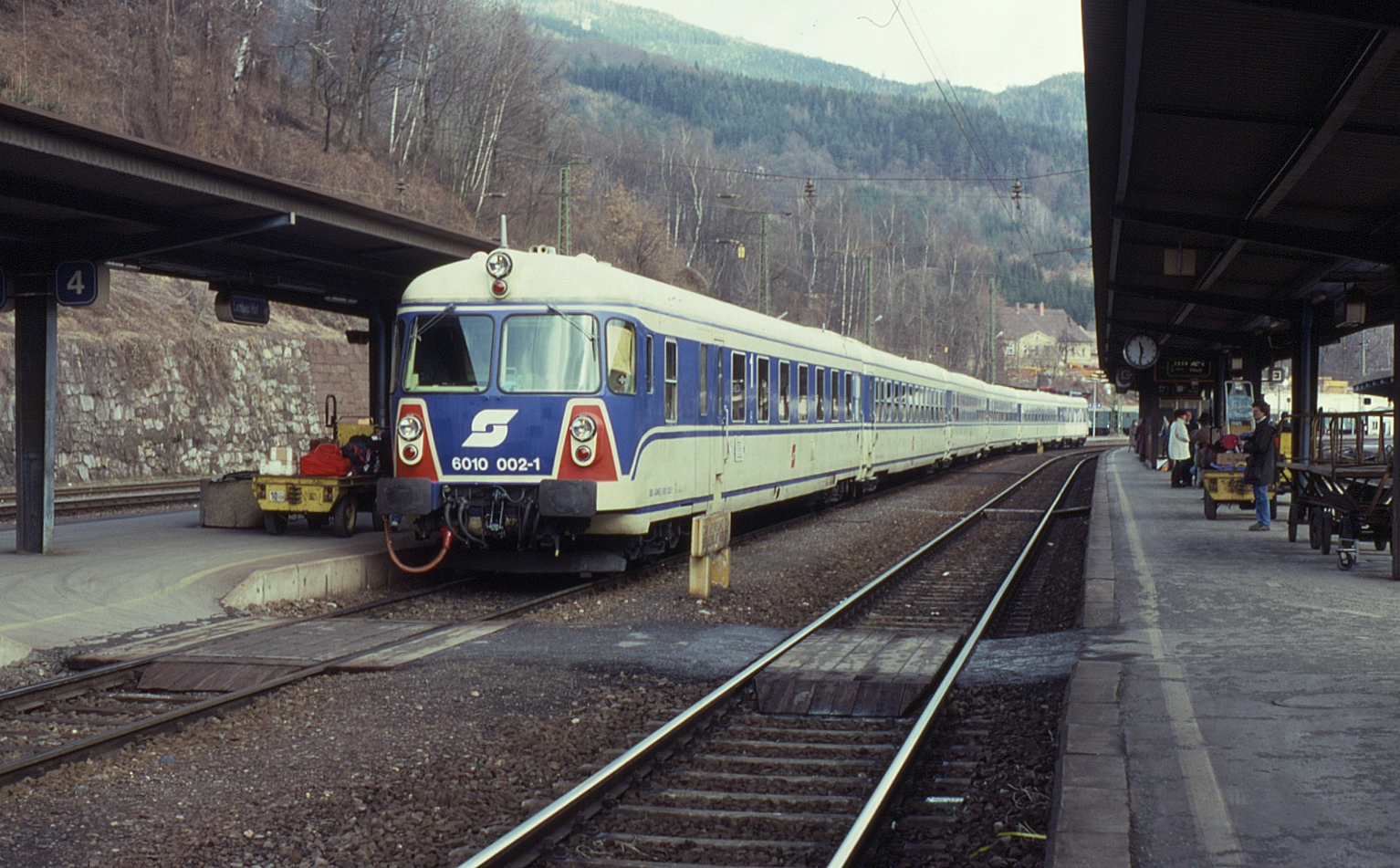
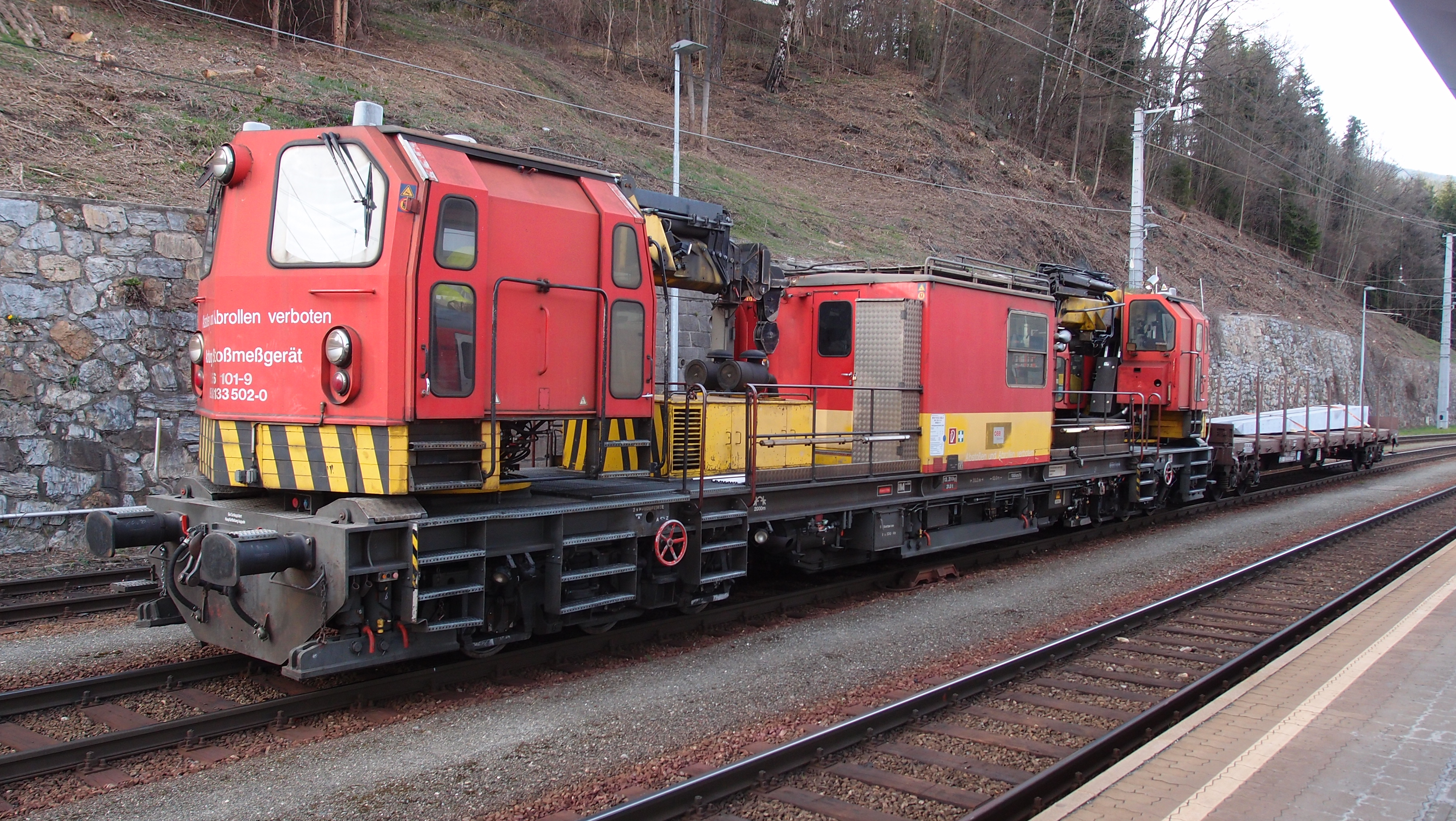
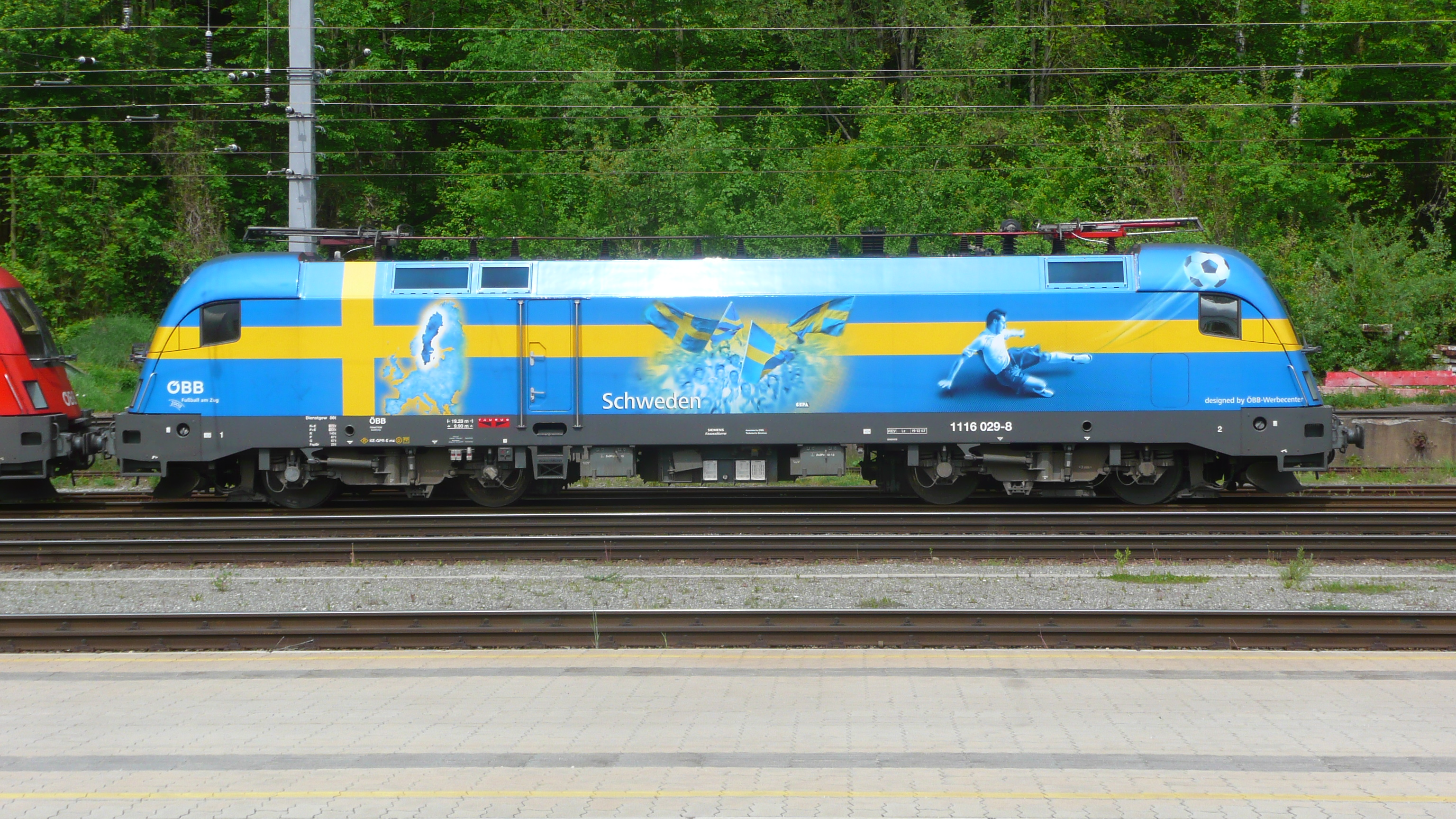

## Forgalom
| Járat             | Útvonal |
| ----------------- | --- |
| S-Bahn Steiermark | Unzmarkt – St. Georgen ob Judenburg – Thalheim-Pöls – Judenburg – Zeltweg – Knittelfeld – Fentsch-St. Lorenzen – Kraubath – St. Michael – Leoben Hauptbahnhof – Niklasdorf – Bruck an der Mur |